# CA-koncernen
CA-koncernen är ett svenskt fastighetsbolag med säte i Kalmar.
Moderföretag i CA-koncernen är Claesson & Anderzén AB, och verksamhetsdrivande moderbolag är CA Fastigheter AB. Styrelseordförande i CA Fastigheter AB är Johan Claesson (född 1951).
CA-koncernen grundades 1912 i Kalmar av byggmästaren Claes Johansson. Sonen Edvin Claesson övertog tillsammans med K-G Anderzén 1947 ansvaret för verksamheten, vilken då fick namnet Claesson & Anderzén AB. Koncernen ägs idag av Edvin Claessons bägge söner Magnus Claesson (född 1949) och Johan Claesson.
Företaget är sedan 1992 ett renodlat fastighetsbolag, med fastigheter i första hand i städer i södra Sverige, som Borås, Jönköping, Kalmar, Karlskrona, Lomma, Malmö, Stockholm och Växjö. Företaget har också vissa fastigheter i Tyskland och i Estland. Fastighetsbeståndet omfattade i slutet av 2014 drygt 650.000 kvadratmeter. År 2014 var hyresintäkterna 556 miljoner kronor.